# La Massana (Vilablareix)
La Massana és una masia de Vilablareix (Gironès), el centre neuràlgic de la City Football Academy Girona, que es convertirà en la seu institucional del Girona FC. És una construcció inclosa a l'Inventari del Patrimoni Arquitectònic de Catalunya.

## Descripció
Inicialment la masia era de tipus tradicional però segurament a principis del segle xviii s'amplià l'edificació, fent que la crugia lateral esquerra augmentés considerablement d'amplitud i de profunditat, com es pot comprovar als carreus de les parets laterals. La planta baixa és lleugerament enfonsada i s'accedeix per una petita rampa. La porta és a dovelles amb arc de mig punt. La planta baixa és amb volta d'aresta. La planta superior està formada per quatre finestres de pedra amb ampit motllurat, una de les quals presenta balcó de reixa de ferro, característic de l'ampliació del segle xviii. Presenta contraforts laterals i un esvelt fumaral.
El mas és actualment una masoveria i està dedicat a la plantació d'arbres fruiters. A la porta hi ha esculpida la data de 1703, possible època de l'ampliació.